# Castello della Boffalora
Das Castello della Boffalora ist eine mittelalterliche Hangburg in der Gemeinde Agazzano in der italienischen Region Emilia-Romagna.
Sie liegt in den letzten, hügeligen Ausläufern des ligurischen Apennin zwischen den Tälern des Tidone und der Luretta über der Verbindungsstraße zwischen Pianello Val Tidone und Agazzano. Auch wenn die Burg in relativ geringer Höhe liegt (300 m s.l.m.), gestattet ihre Lage einen weiten Blick über die umgebende Ebene.

## Geschichte
Im Spätmittelalter war die Geschichte der Burg, die in einigen Dokumenten „Flatus aurae“ genannt wird, mit der des edlen Konsortiums der Herren ‚‘Da Fontana‘‘ verbunden. Ursprünglich gehörte sie der Familie Arcelli, denen sie 1412 durch Erlaubnis des Herzogs von Mailand, Filippo Maria Visconti, im Rahmen der Investitur in verschiedene Lehen im benachbarten Tidone-Tal überlassen wurde, und 1477 gelangte sie zusammen mit dem zugehörigen Lehen in die Hände der Familie Rustici.
1555 fand auf der Burg ein blutiges Verbrechen statt: Während eines versuchten Raubüberfalls wurde der Eigentümer, Girardo Rustici, ermordet. Die Burg, die trotz des Verbrechens in Händen der Rusticis verblieben war, fiel 1633 durch Heirat von Marta Rustici mit einem Mitglied der Familie Barattieri an ebendiese Familie. 1671, nach dem Tod des Grafen Guido Barattieri, gelangte die Burg in die Hände der Witwe Elisabetta Zanardi Landi, während das Lehen von der herzoglichen Liegenschaftsverwaltung der Farneses an das Brüderpaar Felice und Pier Francesco Bonvini gelangte, und zwar als Teil eines von den Bonvinis umgesetzten Plans, der vorsah, die Erlöse aus dem Gewürz- und Textilhandel in den Kauf von Grundstücken und Immobilien zu reinvestieren.
1699, nach dem Aussterben der Familie Bonvini, gelangte die Burg zurück in das Eigentum der herzoglichen Liegenschaftsverwaltung der Farneses, die sie ein Jahr später dem Markgrafen Francesco Casati überließ. 1704 wurde der Sohn von Francesco, Bartolomeo Casati, schwerer Verbrechen beschuldigt, darunter der Herstellung von Münzen aus einer minderwertigen Metalllegierung, des Einsatzes von Zwangsarbeitern durch die Bauern der Gegend zur Restaurierung der Burg und der Nutzung von Möbeln aus dem herzoglichen Besitz zur Ausstattung der Burg, die er verkaufte, wobei er die Stellung eines Majordomus des Herzogs Francesco Farnese ausnutzte, und später zu günstigen Preisen zurückkaufte. Aus diesem Grund wurden verschiedene Güter der Casatis konfisziert, darunter auch die Burg, während der Beschuldigte dazu verpflichtet wurde, die herzogliche Schatzkammer mit 12.000 Doppien zu entschädigen.
1716 gelangte die Burg in die Hände des Grafen Federico Dal Verme und es wurden daran Restaurierungsarbeiten durchgeführt. Im Jahre 1726 folgte Dal Verme der Graf Gaetano Baldini nach, der die Arbeiten seines Vorgängers weiterführen ließ. 1773 war die Herzogsgemahlin Maria Amalia von Habsburg-Lorena auf der Burg zu Gast. Zur Erinnerung an diesen Besuch wurde über dem Eingang eine Marmortafel aufgehängt.
Als 1788 der Familienzweig der Baldinis ausstarb, fiel die Burg an die herzogliche Liegenschaftsverwaltung zurück, die sie 1802 an Carlo und Alemanno Tredicini verlehnte. Zehn Jahre später kaufte Genesio Scarini die Burg. Das Eigentum daran hatte die Familie bis 1821, dann fiel es an die Familie Radini Tedeschi. Diese gab das Anwesen 1950 an die Familie Anguissola-Scotti weiter. In den letzten Jahren des 20. Jahrhunderts gelangte die Burg durch Vererbung an die Familie Brichetto-Orsi.
Anfang des 21. Jahrhunderts stürzten einige Teile der Burg ein, sodass sie sich heute in schlechtem Erhaltungszustand präsentiert.

## Beschreibung
Die Burg hat einen rechteckigen Grundriss mit fünf Türmen aus Stein und Mauerwerk, deren Kronen aus Mauerwerk hervorspringen, durch Konsolen gestützt und von Zinnen überragt werden. Vier der fünf Türme sind an den Ecken angeordnet und unterscheiden sich stark voneinander in Größe und Form. Der fünfte Turm, der Bergfried, sitzt dominant über dem Eingang an der Nordwestseite des Gebäudes und ist durch einen Söller gekennzeichnet. Von den Ecktürmen sind drei mit Aufsätzen ausgestattet, während der südliche Spuren der ursprünglichen Bogenfenstern zeigt, die später vermauert wurden. Der Ostturm dagegen ist deutlich schlanker als die anderen.
Die Burg ist größtenteils aus Kieselsteinen errichtet, mit Ausnahme der Aufsätze der Türme, die aus Mauerwerk bestehen, haben eine spätmittelalterliche Neigungshöhe. Nachdem die Burg ab dem 17. Jahrhundert seine militärische Funktion verloren hatte, wurde sie in eine Adelsresidenz umgebaut, was auch den Bau einer Treppe zum Hauptgeschoss einschloss, ebenso wie den Aufbau einer Vorhalle im Erdgeschoss und einer Loggia im ersten Obergeschoss, beide gekennzeichnet durch drei Säulen. Im Inneren befinden sich Räume mit Kassettendecken, während das Gewölbe der Haupttreppe Fresken mit mehrfarbigen Motiven besitzt.

### Oratorium
Außerhalb der Burg gibt es einige landwirtschaftliche Gebäude und ein kleines Oratorium besonderer Bauweise, das dem Heiligen Josef geweiht ist. Das mehrfach umgebaute Gebäude ließ Gaetano Maria Baldini 1726 an der Stelle eines früheren Gebäudes erbauen. Das Oratorium, das ursprünglich die Reliquie der Heiligen Felicitas enthielt, hat drei Schiffe, deren mittleres eine ovale Kuppel besitzt. Charakteristisch für das Gebäude sind zwei Altäre in der Apsis, die auf verschiedenen Ebenen stehen; der hintere ist erhöht und vom Kirchenschiff aus durch einen Bogen zu sehen, ein Element, das für die Gegend von Piacenza untypisch ist.